# Alexandrowka

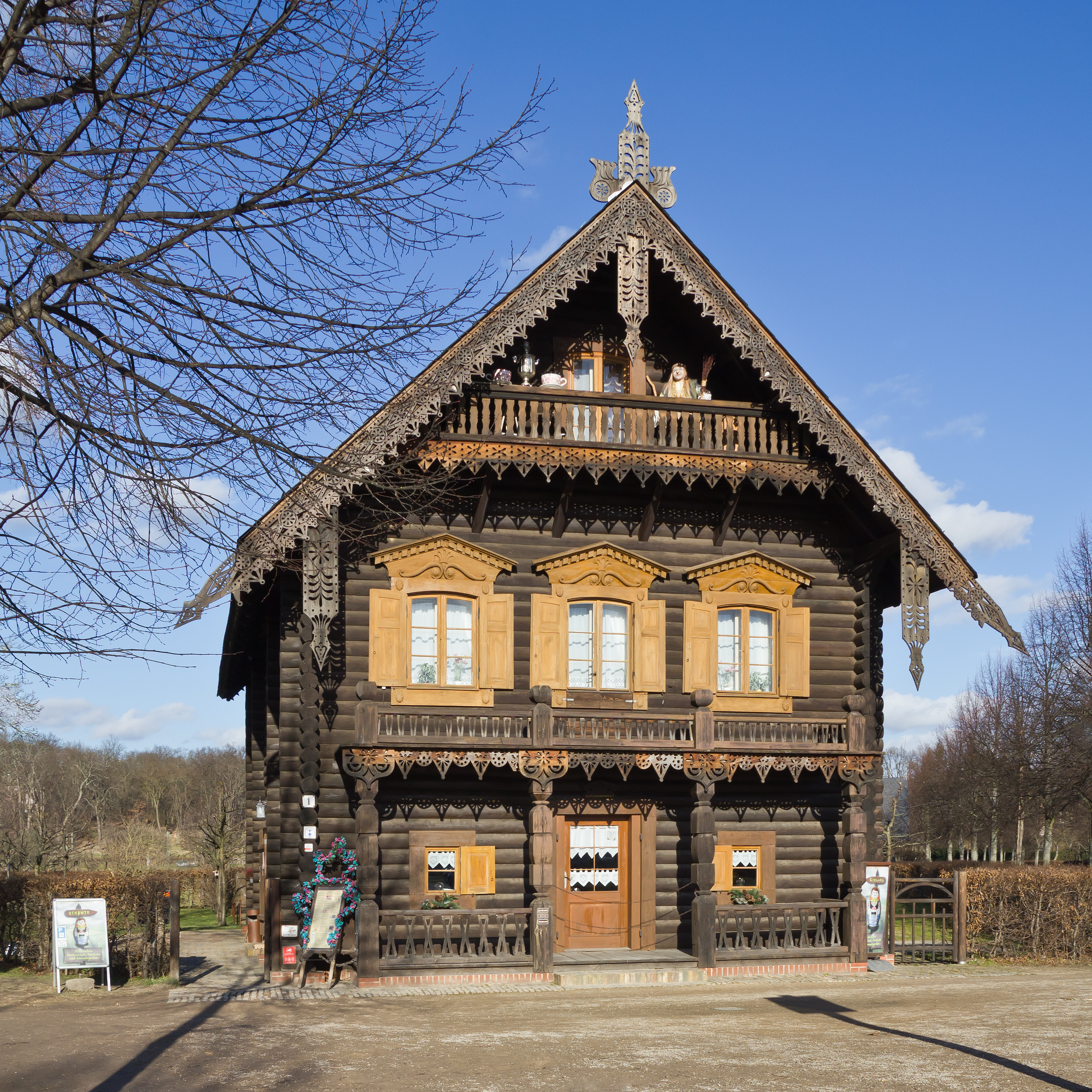
Typowy dla osiedla Alexandrowka dom w 2014 roku

Alexandrowka – osiedle drewnianych domów w stylu rosyjskim z początku XIX wieku, położone na północy Poczdamu. Osiedla zostało zaprojektowane przez Petera Josepha Lennégo na zlecenie króla Prus Fryderyka Wilhelma III dla ostatnich dwunastu rosyjskich śpiewaków z dawnego 62-osobowego chóru żołnierzy rosyjskich. Osiedle nazwano na cześć zmarłego w 1825 roku cara Aleksandra I.
Kolonia należy do grupy pałaców i zespołów parkowych w Poczdamie i Berlinie wpisanych w 1990 roku na listę światowego dziedzictwa UNESCO.

## Historia
W 1806 roku wojska pruskie zostały rozbite przez armię Napoleona Bonapartego w bitwie pod Jeną i Auerstedt. Pokonane Prusy musiały wesprzeć Francję w walce przeciw Rosji w 1812 roku. Podczas kampanii rosyjskiej pojmano ponad 1000 żołnierzy, z których 62 w październiku 1812 roku znalazło się w Poczdamie, by utworzyć chór wojskowy, podporządkowany 1 pruskiemu regimentowi gwardii królewskiej. Po konwencji w Taurogach, na wiosnę 1813 roku Rosja i Prusy zawarły przymierze przeciwko Francji. Jeńcy rosyjscy utworzyli osobny regiment w armii pruskiej. Car Aleksander I popierał funkcjonowanie rosyjskiego chóru wojskowego na dworze pruskim, skierowując kolejnych siedmiu grenadierów do służby w Poczdamie.
Po śmierci cara w 1825 roku, w Poczdamie żyło jeszcze 12 dawnych chórzystów. 10 kwietnia 1826 roku Fryderyk Wilhelm III wydał następujący rozkaz:

Moim zamiarem jest założyć pod Poczdamem kolonię, pomnik upamiętniający więzi przyjaźni pomiędzy mną a wielkodusznym carem Aleksandrem, majestatem Rosji, gdzie zamieszkają rosyjscy śpiewacy i którą nazwę Alexandrowka.

W 1827 roku do przygotowanych gospodarstw wprowadzili się rosyjscy koloniści. Każda rodzina otrzymała krowę. Koloniści nie mogli sprzedawać, wynajmować ani oddawać w zastaw otrzymanych dóbr. Domy mogły być jedynie dziedziczone przez męskich potomków kolonistów.

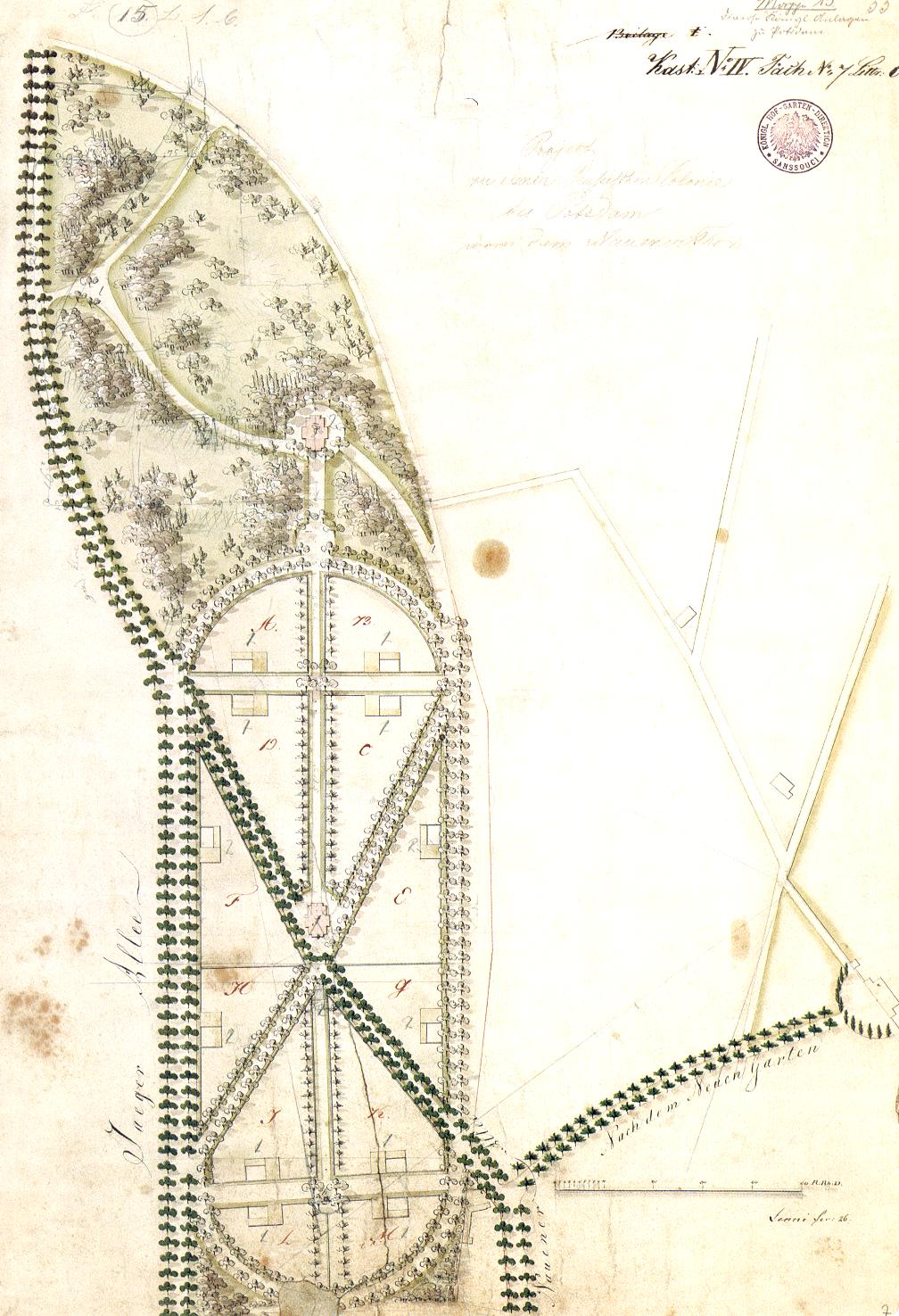
Rosyjska Kolonia Alexandrowka, plan Petera Josepha Lennégo, 1826 rok

Na położonym w pobliżu wzniesieniu Kapellenberg wybudowano cerkiew św. Aleksandra Newskiego, poświęconą w 1829 roku. Obok świątyni stanął czternasty dom kolonii, w którym zamieszkał królewski lokaj Tarnowsky.
W 1861 roku zmarł ostatni z rosyjskich chórzystów. W 1927 roku, sto lat po założeniu kolonii, na osiedlu mieszkały jeszcze cztery rodziny dawnych kolonistów. Obecnie w kolonii żyją jeszcze potomkowie rodziny Grigorieff oraz Schischkoff. Do 1926 osiedle należało do prywatnych włości rodu Hohenzollernów. Do 1945 roku obowiązywało tu dawne prawo królewskie. Status prawny kolonii zmienił się dopiero po II wojnie światowej. Po zjednoczeniu Niemiec większość domów znajduje się w rękach prywatnych.

## Architektura
Osiedle w formie hipodromu z krzyżem świętego Andrzeja zostało zaprojektowane przez Petera Josepha Lennégo, a wybudowane przez Johanna Georga Morscha Starszego. Plany poszczególnych domów bazowały na rysunkach rosyjsko-włoskiego architekta Carla Rossiego, który w 1815 roku zaprojektował dla carycy matki typowo rosyjską wieś do parku w Pawłowsku. Rossi podarował swoje szkice pruskiemu królowi podczas wizyty u carycy w 1818 roku.
Osiedle składa się z dwunastu gospodarstw z wolno stojącymi, jedno- i dwupiętrowymi domami, dwupiętrowego domu wartownika, cerkwi oraz sąsiadującego z nią domu mieszczącego herbaciarnię królewską. Pierwotnie dachy domów miały być pokryte strzechą na modłę rosyjską, jednak wybrano wariant pruski – pokrycie drewnianymi dachówkami, które pod koniec XIX wieku zastąpiono pokryciem łupkowym. Każde gospodarstwo obejmuje dom z balkonem i loggią, połączony zadaszoną bramą wjazdową z sąsiadującym małym budynkiem stajennym.
W styczniu 2005 roku w gospodarstwie pod numerem 2 otwarto muzeum Alexandrowki ukazujące historię osiedla.

## Galeria

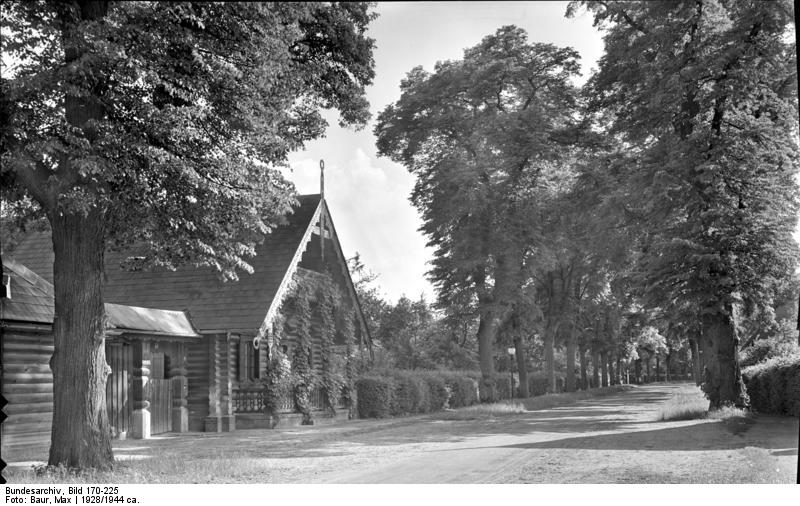
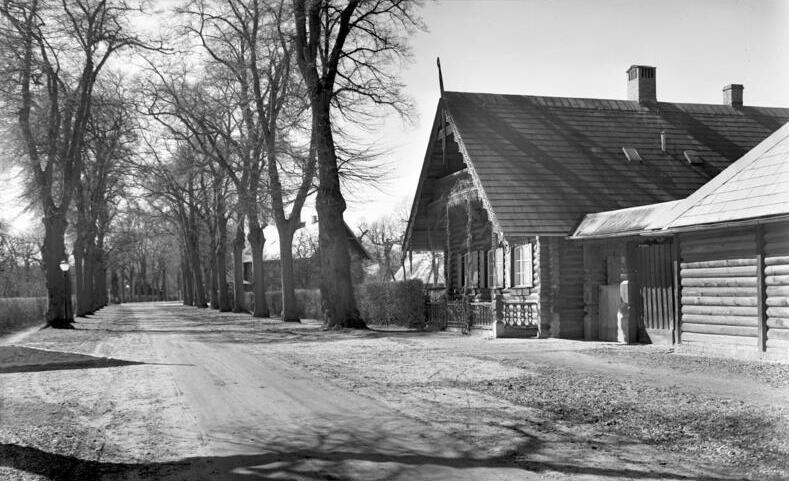
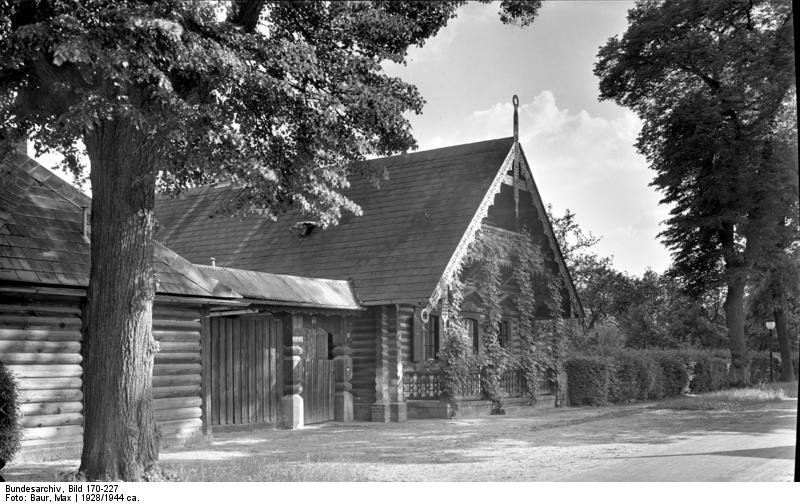
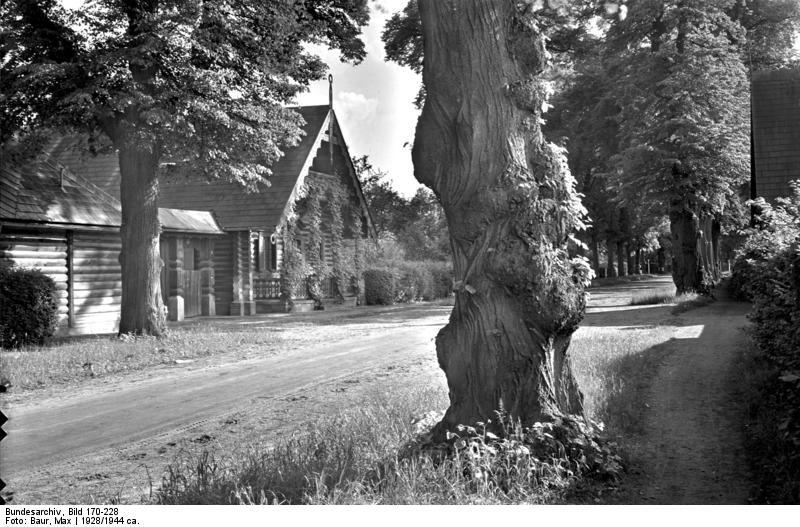